# Championnats d'Europe d'haltérophilie 1982
Navigation
Édition précédente Édition suivante
Les championnats d'Europe d'haltérophilie 1982, soixante-et-unième édition des championnats d'Europe d'haltérophilie, ont eu lieu en 1982 à Ljubljana, en Yougoslavie.